# Zirc
Zirc je okresní město v župě Veszprém v Maďarsku. Leží asi 25 kilometrů severně od Veszprému, 45 kilometrů východně od Pápy a 57 kilometrů jižně od Győru. V roce 2018 zde žilo 6805 obyvatel.
K obci jsou přidruženy vesnice Akli, Kardosrét, Szarvaskút a Tündérmajor. První písemná zmínka pochází z roku 1199, kde je zmiňována jako Siric.
Symbolem města je bazilika Panny Marie, cisterciácká basilica minor, umístěná západně od opatství, jež byla postavena v letech 1737–1752. Mezi další pamětihodnosti patří místní arboretum a Muzeum přírodních věd a knihovna Reguly Antala.

## Partnerská města
- Baraolt, Rumunsko (1990)
- Pohlheim, Německo (1990)
- Nivala, Finsko (1998)

## Galerie

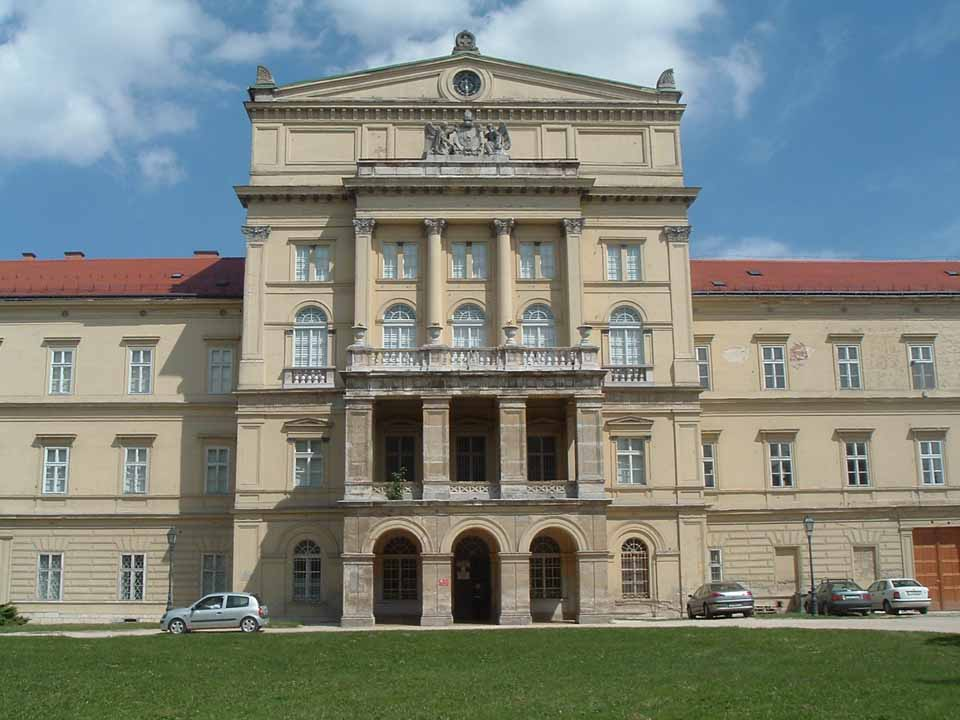
Muzeum přírodních věd a knihovna Reguly Antala
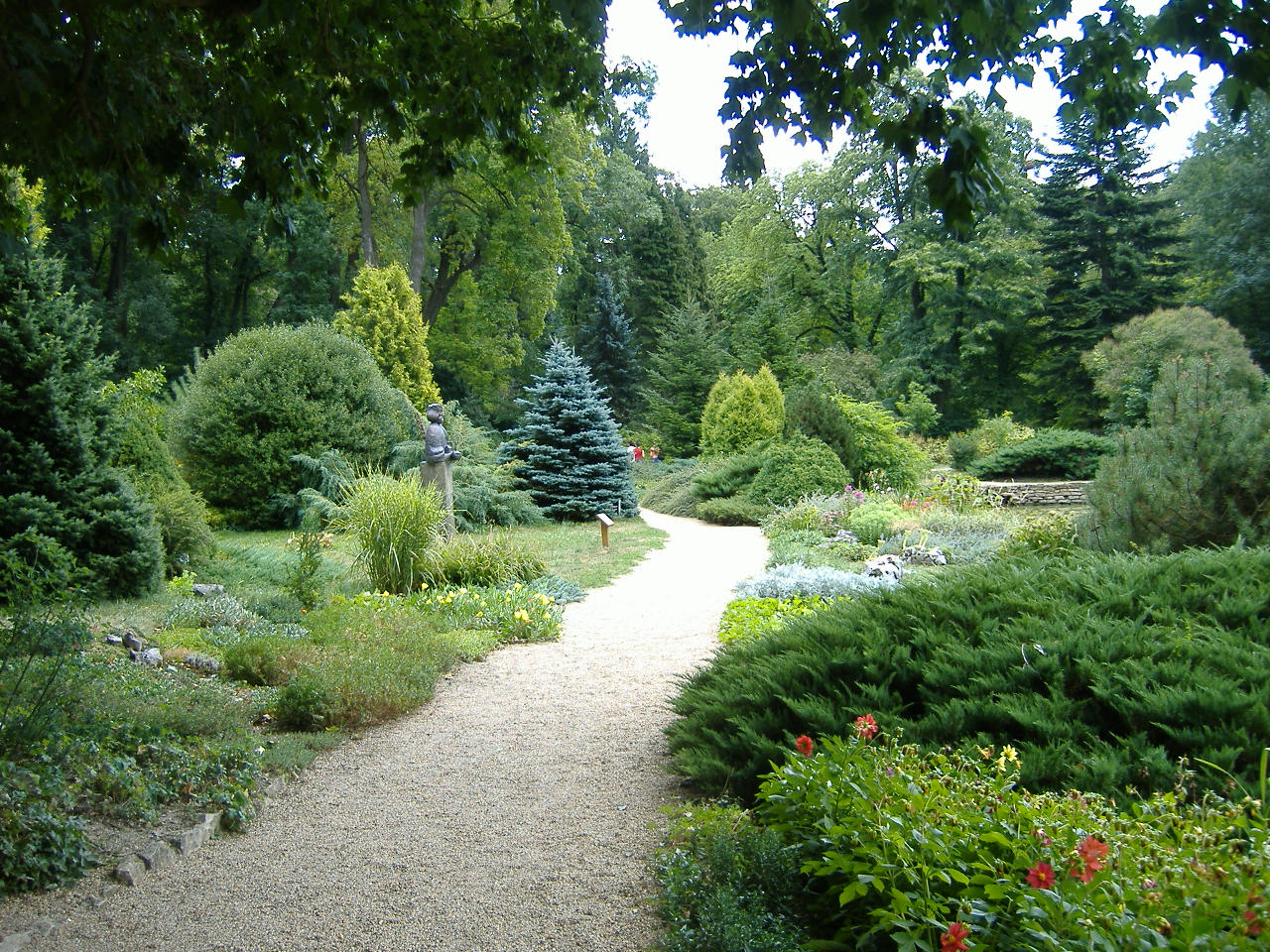
Zircské arboretum